# Ma meilleure ennemie (film)
Pour les articles homonymes, voir Ma meilleure ennemie.
Ne doit pas être confondu avec Meilleures Ennemies ou Ma meilleure amie.
Pour plus de détails, voir Fiche technique et Distribution.
Ma meilleure ennemie ou La Blonde de mon père au Québec (Stepmom) est un film américain réalisé par Chris Columbus et sorti en 1998. Il s'inspire de la vie de Georgianne « Gigi » Levangie.

## Synopsis
Jackie et Luke Harrison sont un couple divorcé de New York qui lutte pour la garde de leurs enfants Anna et Ben. Luke, avocat, vit avec sa petite amie, Isabel Kelly, une photographe de mode à succès.
Isabel, qui n'a jamais voulu être mère, s'efforce de mettre Anna et Ben à l'aise avec elle. Anna rejette à plusieurs reprises ses ouvertures tandis que Ben, qui l'aime bien, ajoute des complications supplémentaires à sa malice. Isabel se comporte avec un mépris tempéré par la prudence autour de Jackie, estimant qu'elle surcompense le divorce en gâtant ses enfants.
Jackie, une ancienne éditrice devenue mère au foyer, traite Isabel froidement, la considérant comme une fille immature, égoïste et trop ambitieuse. Elle continue également à nourrir de la malveillance envers Luke, comme on le voit dans les confrontations sur la parentalité d'Isabel. Après de nombreuses disputes et des sentiments blessés impliquant Isabel, Jackie et Anna, Luke demande Isabel en mariage, faisant d'elle la future belle-mère officielle d'Anna et Ben. Cela provoque encore plus de friction.
Dans une intrigue, Jackie lutte silencieusement contre un lymphome depuis un certain temps, et les résultats de ses dernières analyses indiquent que la maladie est maintenant en phase terminale. Elle éprouve une gamme d'émotions négatives, en particulier de la jalousie envers la femme qui, selon elle, la remplace, et de la colère qu'après tous les sacrifices qu'elle a faits pour ses enfants, elle ne les verra jamais grandir. Jackie sabote activement les efforts d'Isabel pour créer des liens avec les enfants, au point même de refuser qu'Isabel emmène Anna voir Pearl Jam puis de l'emmener elle-même au concert.
La relation d'Isabel et Anna finit par s'améliorer et elles se lient autour de passe-temps communs : la peinture et la musique. Un jour, après avoir ramené Ben d'une fête d'anniversaire, Isabel confronte Jackie, alors elle informe Luke et les enfants de son diagnostic, ce qui fait qu'Anna s'en va émotionnellement. Cette nuit-là, Jackie relâche la tension en chantant et en dansant sur "Ain't No Mountain High Enough" avec Ben, bientôt rejoint par Anna également.
Jackie et Isabel continuent d'avoir des désaccords, en grande partie sur la parentalité d'Isabel. Lorsque Ben disparaît sous la surveillance d'Isabel, Jackie menace de poursuites judiciaires et affirme qu'elle ne l'a jamais perdu, ce qu'elle admet plus tard être faux. À l'école, Anna est victime d'intimidation par un garçon qu'elle aimait autrefois et les deux femmes lui donnent des conseils contradictoires, provoquant plus de tension.
Jackie invite plus tard Isabel à dîner avec elle, et elles concluent une trêve fragile, acceptant le décès imminent de Jackie et le rôle de belle-mère d'Isabel. Elles se lient quand Isabel révèle son admiration pour les instincts maternels de Jackie, tandis que Jackie loue à son tour la hanche d'Isabel comme un moyen de se connecter avec Anna. Isabel baisse finalement sa garde lorsqu'elle dit à Jackie que sa plus grande peur est que le jour du mariage d'Anna, tout ce qu'elle souhaitera, c'est la présence de sa mère, tandis que Jackie admet que sa propre peur est de l'oublier. Elles en viennent à comprendre que si Jackie aura toujours le passé des enfants, Isabel aura leur avenir et que les enfants peuvent les aimer toutes les deux sans choisir.
Le matin de Noël, la famille se réunit pour célébrer ensemble. Jackie, maintenant en grande partie alitée, partage des moments émouvants avec ses enfants individuellement, leur disant qu'elle restera avec eux aussi longtemps qu'ils se souviendront d'elle. Isabel prend un portrait de famille de Luke et Jackie avec les enfants. Jackie démontre son acceptation d'Isabel en l'invitant à les rejoindre, déclarant: "Prenons une photo avec toute la famille." Isabel est assise à côté de Jackie pour la photo et au début du générique de fin, les deux dames sont montrées côte à côte, se tenant la main et en paix l'une avec l'autre.

## Fiche technique
Sauf indication contraire, les informations mentionnées dans cette section peuvent être confirmées par la base de données cinématographiques IMDb,  présente dans la section « Liens externes ».
- Titre original : Stepmom
- Titre français : Ma meilleure ennemie
- Titre québécois : La Blonde de mon père
- Réalisation : Chris Columbus
- Scénario : Gigi Levangie, Jessie Nelson, Steven Rogers, Haren Leigh Hopkins et Ronald Bass, adapté du récit autobiographique de Gigi Levangie
- Musique : John Williams
- Montage : Neil Travis
- Directeur de la photographie : Donald McAlpine, ASC
- Chef décorateur : Stuart Wurtzel
- Chef costumier : Joseph G. Aulisi
- Distribution des rôles : Ellen Lewis
- Directeur artistique : Raymond Kluga
- Production : Chris Columbus, Mark Radcliffe, Michael Barnathan et Wendy Finerman

Producteurs délégués : Patrick McCormick, Ronald Bass, Margaret Frenc Isaac, Julia Roberts, Susan Sarandon et Pliny Porter
- Sociétés de production : TriStar et 1492 Pictures
- Distribution :  Columbia Pictures
- Pays de production :  États-Unis
- Langue originale : anglais
- Genre : comédie dramatique
- Budget : 50 millions de dollars[1]
- Dates de sortie[2] :
  - États-Unis : 15 décembre 1998 (première)
  - États-Unis, Canada : 25 décembre 1998
  - France : 10 février 1999
  - Belgique : 17 février 1999

## Distribution
- Susan Sarandon (VF : Christine Delaroche ; VQ : Claudine Chatel) : Jackie Harrison
- Julia Roberts (VF : Céline Monsarrat ; VQ : Claudie Verdant) : Isabel Kelly
- Ed Harris (VF : Patrice Baudrier ; VQ : Éric Gaudry) : Luke Harrison
- Jena Malone (VF : Noémie Orphelin ; VQ : Claudia-Laurie Corbeil) : Anna Harrison
- Liam Aiken (VF : Paul Nivet ; VQ : Lawrence Arcouette) : Ben Harrison
- Lynn Whitfield (VF : Maïk Darah) : Dr Sweikert
- Darrell Larson (VF : Jean-Pierre Leroux) : Duncan Samuels
- Mary Louise Wilson (VF : Régine Blaess) : Mme Franklin, la conseillère scolaire
- Andre Blake (VF : Christophe Peyroux) : Cooper
- Russel Harper : l'assistant photographe

Sources et légendes: Version française (VF) sur VoxoFilm Version québécoise (VQ) sur Doublage Québec

## Production
Le tournage a lieu du 22 septembre 1997 au 23 janvier 1998, principalement à New York et son État (Washington Square, Manhattan, Rye, Nyack, Mamaroneck, Larchmont, Central Park, Bedford) ainsi que dans le New Jersey (Morristown, Montclair, Maplewood, Glen Ridge).

### Musique
La musique du film est composée par John Williams.
| 1.    | Always and Always             | John Williams                                 | 3:41 |
| 2.    | The Days Between              | John Williams featuring Christopher Parkening | 6:27 |
| 3.    | Time Spins Its Web            | John Williams                                 | 2:19 |
| 4.    | The Soccer Game               | John Williams                                 | 4:27 |
| 5.    | A Christmas Quilt             | John Williams                                 | 3:56 |
| 6.    | Isabel's Horse and Buggy      | John Williams                                 | 1:28 |
| 7.    | Taking Pictures               | John Williams featuring Christopher Parkening | 3:12 |
| 8.    | One Snowy Night               | John Williams                                 | 5:33 |
| 9.    | Ben's Antics                  | John Williams                                 | 3:04 |
| 10.   | Isabel's Picture Gallery      | John Williams                                 | 3:44 |
| 11.   | Jackie and Isabel             | John Williams featuring Christopher Parkening | 2:59 |
| 12.   | Jackie's Secret               | John Williams                                 | 3:32 |
| 13.   | Bonding                       | John Williams                                 | 3:55 |
| 14.   | Ain't No Mountain High Enough | Marvin Gaye & Tammi Terrell                   | 2:29 |
| 15.   | End Credits                   | John Williams                                 | 6:16 |
| 53:30 |                               |                                               |      |

## Sortie et accueil

### Box-office
| Pays ou région    | Box-office      | Date d'arrêt du box-office | Nombre de semaines |
| ----------------- | --------------- | -------------------------- | ------------------ |
| États-Unis Canada | 91 137 662 $    | 29 avril 1999              | 18                 |
| France            | 993 481 entrées |                            |                    |
| Monde             | 159 710 793 $   | -                          | -                  |

## Distinctions
Source : Internet Movie Database

### Récompenses
- National Board of Review Awards 1998 : meilleur acteur dans un second rôle pour Ed Harris (également pour The Truman Show)
- San Diego Film Critics Society 1998 : meilleure actrice pour Susan Sarandon
- BMI Film and TV Awards 1999 : BMI Film Music Award pour John Williams
- Blockbuster Entertainment Awards 1999 : meilleure actrice dans un film dramatique pour Julia Roberts
- Young Artist Awards 1999 : meilleur jeune acteur (10 ans ou moins) pour Liam Aiken, meilleure jeune actrice pour Jena Malone, meilleur film familial dramatique

### Nominations
- Golden Globes 1999 : meilleure actrice dans un film dramatique pour Susan Sarandon
- Blockbuster Entertainment Awards 1999 : meilleure actrice dans un film dramatique pour Susan Sarandon, meilleur second rôle féminin dans un film dramatique pour Jena Malone
- Satellite Awards 1999 : meilleure actrice dans un film dramatique pour Susan Sarandon
- Teen Choice Awards 1999 : meilleur film dramatique

## Adaptations
Ce film a été novélisé par Maggie Robb, en 1999.
Le film connait par ailleurs un remake indien, We Are Family, sorti en 2010.